# Hornaday River
Hornaday River (Namensvarianten: Big River, Homaday River, Hornaaa River oder Rivière La Roncière-le Noury) ist ein 309 Kilometer langer Fluss nördlich des Polarkreises in Kanada.
Der Oberlauf eines erstmals 1868 erkundeten Flusses wurde zu Ehren von Admiral Baron Adalbert Camille Marie Clément de La Roncière-Le Noury, dem Präsidenten der Société de Géographie, mit dem Namen Rivière La Roncière-le Noury bezeichnet. Der Unterlauf eines 1899 entdeckten Flusses erhielt den Namen Hornaday nach dem Zoologen William Temple Hornaday. Erst 53 Jahre später stellte man fest, dass Rivière La Roncière-le Noury und Hornaday River identische Flüsse sind.

## Verlauf
Der Fluss entspringt in der westlichen Kitikmeot-Region in Nunavut, zwanzig Kilometer südlich vom Bluenose Lake (Takipaq). Er fließt zunächst in westsüdwestlicher Richtung in die Northwest Territories hinein, dabei am südlichen Rand der Melville Hills innerhalb des Landes der Inuvialuit entlang, südlich der Grenze des Tuktut-Nogait-Nationalparks. Er durchfließt dann in nordwestlicher Richtung den Park, wobei seine Schluchten und Wasserfälle zu den Sehenswürdigkeiten des Parks gehören. Die Schluchtwände sind bis zu 170 m hoch. Der Fluss mündet schließlich in die Darnley Bay des Amundsen-Golfs, vierzehn Kilometer östlich des Inuit-Dorfes Paulatuk.
Der Hauptzufluss des Flusses ist der Little Hornaday River im Osten des Nationalparks. Kleinere Nebenflüsse am Unterlauf sind First Creek, Second Creek, Aklak Creek, George Creek und Rummy Creek. Auch mehrere Seen gehören zum Einzugsgebiet des Flusses, darunter Rummy Lake (⊙), Seven Islands Lake (⊙) und Hornaday Lake (⊙). Insgesamt verläuft der Hornaday River parallel zum Horton River im Westen und zum Brock River im Osten.
Die La Roncière Falls (⊙) bilden einen 21 m (oder 23 m) hohen Wasserfall am unteren Hornaday River.

## Naturgeschichte
Das Gebiet gehört zum Naturraum der Arctic, Interior and Hudson Platforms. Das Einzugsgebiet des Flusses umfasst das Gebiet zwischen dem Großen Bärensee und dem Arktischen Ozean. Zum Lauf des Flusses gehören ein breites Flusstal, enge Schluchten sowie ein Flussdelta, das sich in den Arktischen Ozean erstreckt. Der Boden unterliegt bis in eine Tiefe von zwei Metern dem Dauerfrost, wodurch die Fähigkeit zur Bindung von Grundwasser minimal ist und das Regenwasser direkt in den Fluss abfließt.

### Flora
Die Flora ist typisch für eine Tundra, die Vegetation besteht vor allem aus Wiesen mit Schilfgras und Lupinen sowie einigen Ansammlungen von Weiden am Unterlauf des Flusses. Es gibt zwar am nahegelegenen Horton River Fichtenwälder, jedoch nicht am Hornaday River.

### Flussfauna
Wandersaiblinge leben reichlich im Fluss und entlang der Küste nahe der Mündung. Der kommerzielle Fischfang fand zwischen 1968 und 1986 im Meer vor der Küste statt. Dieser wurde aufgrund einer stark zurückgegangenen Fischpopulation eingestellt. Derzeit (2009) dient der Fischfang am Fluss nur der Ernährung der ortsansässigen Bevölkerung von Paulatuk. Speziell die Wanderfische sind aufgrund der unüberwindlichen La Roncière Falls auf den 75 km langen Unterlauf des Flusses und dessen Zuflüsse beschränkt. Viele Wandersaiblinge verbringen den Sommer vor der Küste und ernähren sich von Flohkrebsen, Sandaalen der Gattung Ammodytes sowie von Lodden (Mallotus villosus) aus der Familie der Stinte. Der Unterlauf des Hornaday River bietet den adulten Wandersaiblingen Laich- und Überwinterungsplätze. Adulte Wandersaiblinge, die im Herbst laichen, verbringen gewöhnlich den ganzen Sommer im Fluss. Bevorzugte Laichplätze sind mehrere tiefere Becken im Unterlauf, eines davon unmittelbar unterhalb der Wasserfälle.
Weitere Fischarten im Fluss sind Arktische Maräne, Arktische Äsche, Große Maräne, Quappe, Catostomus catostomus und Neunstachliger Stichling.

### Fauna in der Umgebung
Die Barrenground-Karibus gebären westlich des Hornaday und südlich des Little Hornaday Rivers ihre Kälber.

## Geschichte

### Kartographie
Der Rivière La Roncière-le Noury wurde 1868 von Émile Petitot entdeckt, einem französischen Oblatenmissionar und bedeutenden Ethnologen, Kartographen und Geographen des kanadischen Nordwestens. Er bereiste 1875 den größten Teil des neuentdeckten Flusslaufes und fertigte eine Karte an. Petitot räumte jedoch ein, dass er den Unterlauf nicht erkundete, da dieser zum Zeitpunkt seiner Reise unter dichtem Nebel lag. Fälschlicherweise zeichnete er die Mündung des Flusses in der Franklin Bay statt der Darnley Bay ein. Petitot machte diesen Fehler, da er sich auf das Hörensagen verließ, möglicherweise verließ er sich auf die Hare Indians, die mit ihm unterwegs waren. Sein Reisebericht und seine Karten wurden im selben Jahr in Paris veröffentlicht, wofür er durch die Société de Géographie mit einer Silbermedaille geehrt wurde.
Weil die Mündung des Flusses allerdings unzutreffend kartiert war, gingen spätere Forscher davon aus, dass der Rivière La Roncière nicht existiere.
Der Naturforscher Andrew J. Stone vom American Museum of Natural History untersuchte 1899 die Ufer von Franklin Bay und Darnley Bay. Dabei entdeckte er in der Darnley Bay die Mündung eines großen Flusses, er untersuchte jedoch nicht dessen Lauf. Stone gab dem Fluss den Namen Hornaday River, zu Ehren von William T. Hornaday, dem Direktor der New York Zoological Society.
Zwischen 1909 und 1912 erkundeten die Arktisforscher Vilhjálmur Stefánsson und Rudolph Anderson die beiden Buchten. In „The Stefánsson-Anderson Arctic expedition of the American museum : preliminary ethnological report“ stellte Stefánsson fest, dass der „…Rivière La Ronciere auf der Karte dargestellt ist, und dass der Rivière La Ronciere in Wirklichkeit nicht existiert“. Stefánsson erwähnt den von Stone 1899 entdeckten Fluss nicht.
Während der kanadischen Arktisexpedition von 1913–1918 wurde das Südufer der Darnley Bay 1915 kartographiert, einschließlich der Mündung des Hornaday Rivers, doch auch diese Expedition folgte dem Flusslauf nicht aufwärts. Die daraus resultierende Karte zeigt den Hornaday River weiter als einen kurzen Fluss, der einige Kilometer landeinwärts einem großen See entspringt.
Es war erst 1949, als aufgrund von Luftbildfotografien der Royal Canadian Air Force in einer topographischen Untersuchung der Hornaday River als 305 km langer Fluss dargestellt wurde. Diese Luftaufnahmen wurden jedoch nicht verwendet, um 1952 die topographische Karte Kanadas des Department of Mines and Technical Surveys anzufertigen, die erneut den Fluss als kurzes Fließgewässer zeigt.
Nachdem er die Karten und Luftaufnahmen nochmals untersuchte und das Gebiet 1951 mit dem Geomorphologen J. Ross Mackay erkundete, bestätigte schließlich J. Keith Fraser von der geographischen Abteilung des Departments of Mines and Technical Surveys, dass der Rivière La Ronciere tatsächlich existiert und dass er nunmehr als Hornaday River bezeichnet wird.

### Archäologie
Am Lauf des Hornaday Rivers wurden hunderte von archäologischen Funden verzeichnet, die aus der Zeit der Thule-Kultur oder von noch früher stammen. Viele der Plätze wurden nur zeitweise bewohnt, entweder jahreszeitlich oder nur über eine kurze Zeitdauer. Zu den Funden gehören ausgerichtete Steinreihen, Feuerstellen, Jagdunterstände, Einrichtungen zum Trocknen von Fleisch und andere Artefakte, etwa Teile von Hundeschlitten.

### Bergbau
Ein altes Bergwerk für Kohle (⊙) mit Tagebau und Schachtabbau befindet sich am westlichen Ufer des Hornaday Rivers, nördlich des Zusammenflusses von George Creek und Rummy Creek, etwa 30 km südöstlich von Paulatuk. Es war von 1936 bis 1941 in Betrieb.

## Tourismus
Der Hornaday River mit seinen Schluchten bildet die Hauptattraktion des abgelegen Tuktut-Nogait-Nationalparks. Es gibt die Möglichkeit, auf dem Mittellauf des Hornaday River und dessen Nebenflusses Little Hornaday River eine knapp zweiwöchige Kanutour zu unternehmen. Die Kanustrecken sind 185 bzw. 145 km lang und enden am Uyarsivik Lake, der noch oberhalb der eigentlichen Hornaday-River-Schluchten liegt.
Neben den von der Nationalparkverwaltung empfohlenen weniger anspruchsvollen Kanutouren am Mittellauf, gibt es Berichte von Packraftern, die den Unterlauf mit zahlreichen Schluchten und Stromschnellen befahren haben. Der Unterlauf umfasst eine 45 km lange Wildwasserstrecke der Schwierigkeitsgrade III und IV.